# Pancasura
Pancasura is een bestuurslaag in het regentschap Garut van de provincie West-Java, Indonesië. Pancasura telt 5518 inwoners (volkstelling 2010).